# 터키옥색

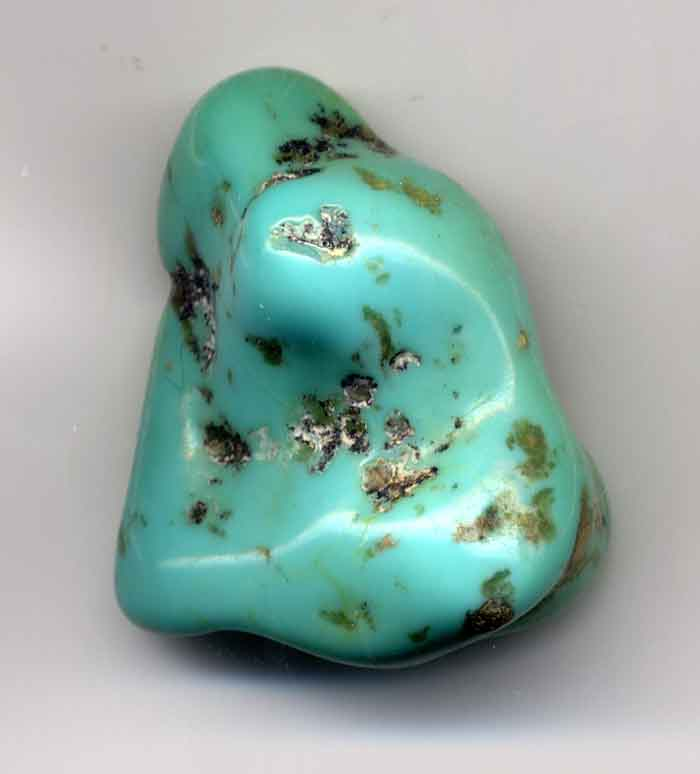

터키옥색(Turquoise)은 터키옥의 색이다. 터키옥, 즉 터쿼이즈라는 단어는 17세기로 거러 올라가며 "터키의"를 의미하는 프랑스어 turquois에서 유래된 용어이다. 이는 이 광물이 처음으로 터키를 통해 유럽으로 도입되었기 때문이다. 터키옥이 색 이름으로 처음 영어로 기록된 용례는 1573년에 있었다.

## 같이 보기
- 옥색
- 청록색조
- 터키옥